# Parkovi (Krasnodar)
|  | Per a altres significats, vegeu «Parkovi». |

Parkovi - Парковый (rus) és un poble (un possiólok) del krai de Krasnodar, a Rússia. Es troba a les terres baixes de Kuban-Azov, a 1 km al sud-est de Tikhoretsk i a 125 km al nord-est de Krasnodar.
Pertanyen a aquest municipi el khútor d'Atamanka i els possiolki d'Atxkàssovo, Vostotxni, Zàpadni, Zelioni, Polevoi, Sadovi i Xosseini.